# Boa Vista (Brazília)
Boa Vista város Észak-Brazíliában, Roraima állam fővárosa és egyben legnagyobb városa. Az Egyenlítőtől északra, a Rio Branco folyó nyugati partján fekszik, a venezuelai határtól kb. 220 km-re. Népességét 2021-ben 436 591 főre becsülték.

## Története
A 19. században egy Boa Vista do Rio Branco nevű tanya volt itt. Ezen idővel kifejlődött egy Nossa Senhora do Carmo nevű település, mely sokáig az egyetlen falu volt a Rio Branco felső részén. 1890-ben kisvárossá (vila) nyilvánították Vila de Boa Vista do Rio Branco néven, 1926-ban pedig községgé (município). 1938-ban neve Boa Vistára rövidült. Roraima állam megalapítása után, 1940-ben annak fővárosa lett.

## Népesség
Boa Vista lakossága erőteljes növekedést mutat.
A város népességének változása:
| év       | 1980   | 1990    | 2000    | 2010    |
| -------- | ------ | ------- | ------- | ------- |
| népesség | 43,800 | 120,100 | 197,000 | 284,300 |

| Lakosok száma | 200 568 | 284 313 | 326 419 | 419 652 | 436 591 | 413 486 |
|               | 2000    | 2010    | 2016    | 2020    | 2021    | 2022    |